# Qomsheh-ye Lor Zanganeh
Qomsheh-ye Lor Zanganeh (persiska: قمشه لر زنگنه, Lūr-i-Zengeneh) är en ort i Iran.   Den ligger i provinsen Kermanshah, i den västra delen av landet, 400 km väster om huvudstaden Teheran. Qomsheh-ye Lor Zanganeh ligger 1 360 meter över havet och antalet invånare är 258.
Terrängen runt Qomsheh-ye Lor Zanganeh är platt åt sydväst, men åt nordost är den kuperad. Runt Qomsheh-ye Lor Zanganeh är det ganska tätbefolkat, med 185 invånare per kvadratkilometer. Närmaste större samhälle är Robāţ-e Māhīdasht, 5,6 km sydväst om Qomsheh-ye Lor Zanganeh. Trakten runt Qomsheh-ye Lor Zanganeh består i huvudsak av gräsmarker.